# 格蘭德偽龜
格蘭德偽龜（學名：Pseudemys gorzugi）是偽龜屬下的一種龜。

## 分佈
格蘭德偽龜發現於格蘭德河流域，包括墨西哥的奇瓦瓦州、科阿韋拉州、新萊昂州、塔毛利帕斯州，以及美國的新墨西哥州和德克薩斯州。